# Południowa Magistrala Piaskowa
Południowa Magistrala Piaskowa – zwyczajowa nazwa normalnotorowej, przemysłowej, częściowo dwutorowej, niegdyś zelektryfikowanej linii kolejowej łączącej stacje kolei piaskowej Jęzor Centralny oraz Bór Górny w Sosnowcu z szybami podsadzkowymi oraz mostami zsypowymi piasku budowlanego znajdującymi się w Jaworznie, Katowicach i Rudzie Śląskiej. Linia ta stanowiła i stanowi jedną z głównych magistrali kolei piaskowych w GOP. Poprzez liczne odgałęzienia linia jest połączona także z zakładami przemysłowymi na terenie Jaworzna – Elektrownia Jaworzno, ZG Sobieski oraz Lędzin – KWK Piast. Likwidacja magistrali rozpoczęła się w marcu 2020 r. Aktualnie cała linia od Jęzora Centralnego JCC do Poniatowskiego jest zlikwidowana. 

## Historia

### Lata 1956-2001
W pierwszych latach funkcjonowania wykorzystywano głównie trakcję parową – pociągi były obsługiwane parozowami serii Ty2 oraz Ty45. W późniejszych latach sukcesywnie wprowadzano do eksploatacji lokomotywy ET21 oraz ET22 a także TEM2. Po deelektryfikacji magistrali pociągi piaskowe lub z odpadami górniczymi prowadzone są zazwyczaj TEM2 lub S200. Po podziale w 1991 roku Przedsiębiorstwo Materiałów Podsadzkowych Przemysłu Węglowego na 4 podmioty handlowe ruch prowadzony był przez dwa z nich: Kopalnia Piasku „Szczakowa”, przekształcone następnie w PCC Rail, wykupione przez DB Schenker i przekształcone następnie w DB Schenker Rail Polska oraz Kopalnia Piasku Maczki Bór, przekształcone następnie w CTL Maczki-Bór. Do dziś obsługiwane są mosty zsypowe piasku podsadzkowego: Agata KWK Wieczorek, Poniatowski KWK Wieczorek, Szybu Wentylacyjnego KWK Wujek a także piasku budowlanego Wschodni KWK Mysłowice oraz Most zsypowy w punkcie sprzedaży piasku budowlanego Wysoki Brzeg, należący do DB Schenker Rail Polska. Do przełomu 2009/2010 roku obsługiwany był most zsypowy piasku podsadzkowego Maciej KWK Halemba. Za utrzymanie infrastruktury odpowiadają spółki: Infra Silesia na odcinku JCA - JCC oraz CTL Maczki-Bór na pozostałym odcinku, zaś przewoźnikami korzystającymi z magistrali są CTL, DB Schenker Rail Polska oraz PKP Cargo Service. Magistrala w latach świetności miała liczne połączenia z siecią PKP, w tym od posterunku Maciej do stacji Ruda Kochłowice.

### Po 2001 roku
Ciągłe zmniejszające się zapotrzebowanie na piasek podsadzkowy spowodował likwidację poszczególnych odgałęzień. W latach 2004/2005 zlikwidowano odcinek Maciej – Klara odcinając czynny jeszcze szyb podsadzkowy Lech i powodując konieczność przeładunku piasku z samochodów na pociągi. Na przełomie roku 2011/2012 zlikwidowano odcinek magistrali prowadzący od stacji Wujek do stacji Maciej, po likwidacji KWK Nowy Wirek.
Obecnie linia kończy się na posterunku Poniatowski. W 2020 roku rozpoczęła się stopniowa likwidacja ostatniego odcinka magistrali. Zlikwidowano odgałęzienie do szybu Wschodniego KWK Wieczorek, stopniowo likwidowany jest główny tor. Na samej magistrali występują szkody górnicze widoczne na całym szlaku od stacji Jęzor aż do stacji Poniatowski. Magistrala przecinała wiaduktami 3 razy Autostradę A4 w okolicach stacji Brzęczkowice, Wujek oraz Załęże. Stan techniczny magistrali z roku na rok się pogarsza o czym świadczą wykolejenia składów (w okolicach podg Wujek) oraz kontrole UTK

## Wykaz posterunków ruchu
| Nazwa posterunku    | Kilometraż | Rodzaj                    | Stan                                     | Odgałęzienie                                                                                                   |
| ------------------- | ---------- | ------------------------- | ---------------------------------------- | --- |
| Jęzor Centralny JCA | 0,000 km   | stacja                    | czynny                                   | Sosnowiec Jęzor PKP PLK Huta Cedler R1 Szyb Ostatek Długoszyn PKP PLK                                          |
| Jęzor Centralny JCB | 0,483 km   | post. odgałęźny           | zlikwidowany                             | Bór Górny Huta Cedler R1                                                                                       |
| Jęzor Centralny JCC | 2,200 km   | stacja                    | czynny                                   | Dąbrowa, Most zsypowy piasku budowlanego Wysoki Brzeg                                                          |
| Brzęczkowice        | 5,442 km   | post. odgałęźny           | zlikwidowany                             | Bocznica szybu wschodniego KWK Wieczorek przeniesiona z podg. Ćmok, rozjazdy posiadają kluczowe urządzenia SRK |
| Słupna              | 7,153 km   | post. odgałęźny           | zlikwidowany                             | bocznica szybów wschodnich KWK Mysłowice - Wesoła, obecnie rozjazd posiada kluczowe urządzenia SRK             |
| Ćmok                | 8,498 km   | post. odgałęźny           | zlikwidowany                             | bocznica szybu podsadzkowego Wschodni Agata KWK Wieczorek, obecnie odgałęzia się na podg. Brzęczkowice         |
| Poniatowski Pn      | 12,451 km  | post. odgałęźny           | zlikwidowany                             | most podsadzkowy KWK Staszic Szyb IV                                                                           |
| Poniatowski         | 12,913 km  | post. odgałęźny           | zlikwidowany                             | Katowice Janów PKP PLK, Katowice Muchowiec PKP PLK, KWK Śląsk, Szyb Poniatowski KWK Wieczorek                  |
| Szadok              | 15,000 km  | post. odgałęźny           | zlikwidowany                             | przejście rozjazdowe na sieć PKP PLK, bocznica do KWK Wujek-Śląsk                                              |
| Wujek               | 21,090 km  | post. bocznicowy          | zlikwidowany                             | Most zsypowy szybu wentylacyjnego KWK Wujek                                                                    |
| Załęże              | –          | post. odgałęźny           | zlikwidowany                             | Stacja PKP Katowice Załęże                                                                                     |
| Kleofas Zachodni    | –          | post. odgałęźny           | zlikwidowany                             | Stacja KWK Kleofas, Most zsypowy szybu wschodniego KWK Kleofas                                                 |
| Nowy Wirek/Maciej   | –          | stacja i post. bocznicowy | zlikwidowany na przełomie 2011 i 2012 r. | Most zsypowy Maciej KWK Halemba, Most zsypowy Szybu Północnego KWK Halemba, Most Zsypowy KWK Pokój             |
| Wanda-Lech          | –          | post. odgałęźny           | zlikwidowany                             | Most zsypowy szybu Lech KWK Wawel                                                                              |
| Maria               | –          | post. odgałęźny           | zlikwidowany                             | |
| Paweł               | –          | stacja                    | zlikwidowana                             | |
| Klara               | –          | post. odgałęźny, stacja   | zlikwidowany                             | Most zsypowy Szybu Klara, Warsztaty Naprawcze Taboru Kolejowego Ruda Śląska                                    |
| Tunel               | –          | post. odgałęźny           | zlikwidowany                             | Połączenie z siecią Magistrali Zachodniej (KP Kotlarnia)                                                       |

## Ciekawostki
Na magistrali odbywał się ruch pociągów służbowych, prowadzonych EN57 oraz ET21 z wagonem osobowym 94A w relacji Jęzor Centralny JCA – Wujek oraz JCA – Maciej. Ruch pociągów służbowych zawieszono po 2001 roku, wraz z komercjalizacją PMP-PW, przy czym sieć trakcyjna istniała jeszcze w latach 2004-2006 na odcinku JCC – Klara – Tunel. 20 lutego 2006 roku odbył się specjalny przejazd szynobusu SA132 Katowice – Katowice w ramach akcji Pierwszy prywatny pociąg pasażerski przewoźnika PCC Rail. Pociąg specjalny jechał całym używanym ówcześnie szlakiem od stacji Maciej, przez stację Wujek do stacji JCC, z rozkładowymi zatrzymaniami pociągu. Był to pierwszy pociąg pasażerski jadący po magistrali po likwidacji w 2001 roku pociągów służbowych na Wujka i Maciej, obsługiwanych przez skład wagonowy ET21+94A lub jednostkę elektryczną EN57. Według służbowego rozkładu jazdy pociągów CTL przejazd szlakiem JCC – Wujek wynosi obecnie od 12 do 15 minut w zależności od lokomotywy prowadzącej skład pociągu, natomiast z JCC do Agaty 13 do 15 minut.